# Wiyung
Wiyung é um kecamatan (subdistrito) da cidade de Surabaia, na Província Java Oriental, Indonésia.

## Keluharan
Wiyung possui 4 keluharan:
- Babatan
- Balasklumprik
- Jajar Tunggal
- Wiyung